# سیارک ۱۷۳۱
سیارک ۱۷۳۱ (به انگلیسی: 1731 Smuts، نامگذاری:1948PH) هزار و هفتصد و سی و یکمین سیارک کشف شده‌است که در ۹ اوت ۱۹۴۸ کشف شد.
قدر مطلق سیارک برابر ۱۰٫۰۰ است.